# Erastria versatiliaria
Erastria versatiliaria är en fjärilsart som beskrevs av Achille Guenée 1854. Erastria versatiliaria ingår i släktet Erastria och familjen mätare. Inga underarter finns listade i Catalogue of Life.